# NGC 5612
NGC 5612 (другие обозначения — ESO 22-1, IRAS14281-7809, PGC 52057) — спиральная галактика в созвездии Райская Птица.
Этот объект входит в число перечисленных в оригинальной редакции «Нового общего каталога».
В галактике вспыхнула сверхновая SN 2004ch типа II. Её пиковая видимая звёздная величина составила 16.